# 도로시 카운츠
도로시 카운츠(Dorothy Counts, 1942년~)는 노스캐롤라이나주 샬럿의 해리 하딩 고등학교에 입학한 최초의 흑인 학생 중 한 명이었다. 카운츠의 부모는 나흘 간의 괴롭힘으로 딸의 안전을 보장받을 수 없게 되자 딸을 다른 학교로 전학시켰다.

## 역사

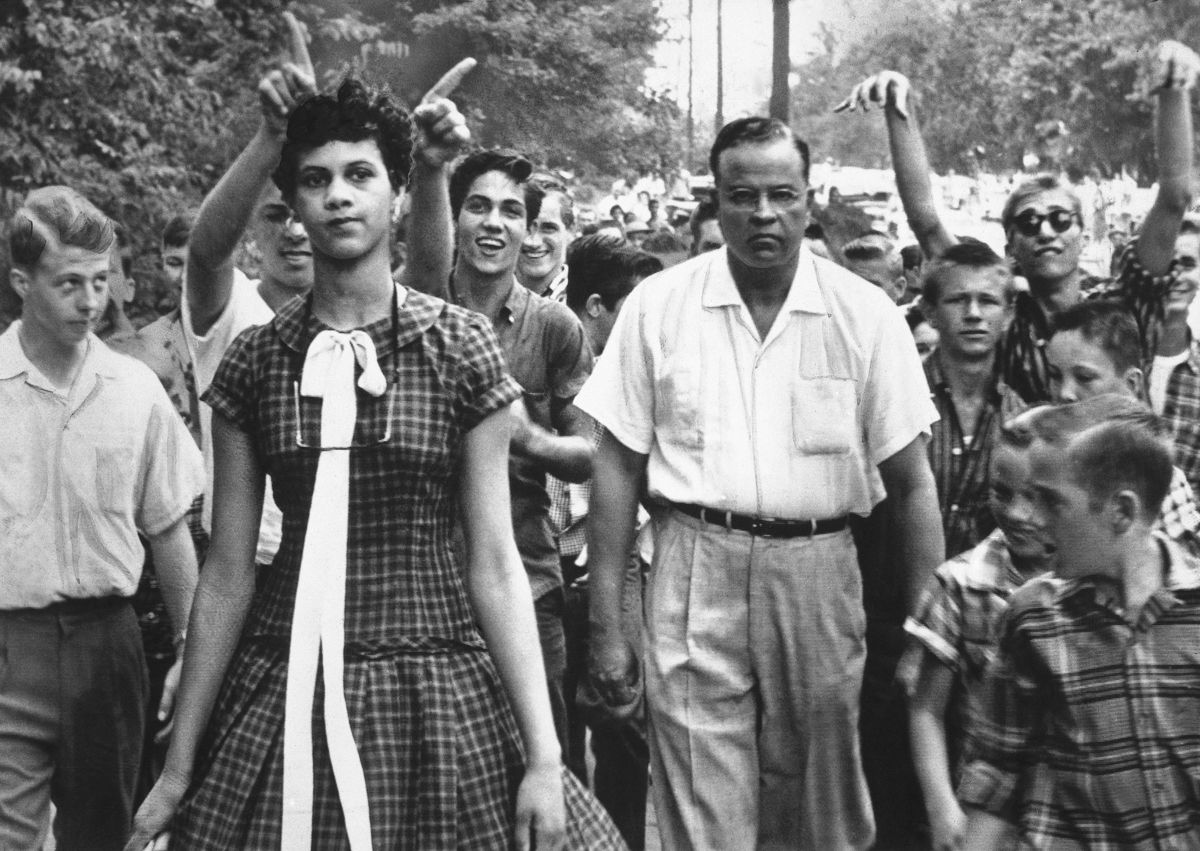
등교 첫날 다른 학생들의 조롱을 받으며 학교로 가는 카운츠. (더글러스 마틴 사진, 1958년 세계보도사진전 올해의 사진상)

1956년, 40명의 흑인 학생이 백인 학교 전학을 지원하였다. 이것은 노스캐롤라이나 주에서 피어솔 계획이 통과한 이후였다. 1957년 9월 4일에 도로시 카운츠는 15세의 나이로 그 지역의 여러 백인 학교에 지원한 네 명의 흑인 학생 중 한 명이었다. 그녀는 노스캐롤라이나주 샬럿의 해리 하딩 고등학교에 입학했고, 나머지 세 명의 학생은 센트럴 고등학교를 비롯한 다른 학교에 입학하였다. 백인 시민 위원회의 지도자 존 Z. 월릭의 부인이 소년들에게 "그녀가 들어가지 않게 하라"라고 종용하고, 소녀들에게는 "침을 뱉어라, 소녀들이여, 침을 뱉어라"라고 말하며 그녀에게 침을 뱉도록 요구하면서 등교 첫 날부터 집단 괴롭힘이 시작되었다. 도로시는 아무런 반응을 보이지 않으며 걸었으나, 많은 사람들이 자신에게 돌을 던지고(대부분은 그녀의 발 앞에 떨어졌다), 등에 침을 뱉었다고 언론에 밝혔다. 사진가 더글라스 마틴은 카운츠가 학교에 등교한 첫 날 군중에게 조롱받는 모습을 담은 사진으로 1957년 올해의 세계보도사진을 수상하였다.
다음 사진은 도로시 카운츠가 학교에 가는 길에 학생들에게 야유를 받는 장면을 담았다.</ref>“1957 World Press Photo of the Year”.</ref>
다음 날에도 괴롭힘은 계속되었다. 학생들은 식사를 하는 카운츠에게 쓰레기를 던졌으며, 교사는 그녀를 무시했다. 그 다음 날, 카운츠는 두 명의 백인 소녀와 친구가 되었으나, 그 친구들 또한 다른 급우들로부터 괴롭힘을 당하게 되어 곧 그녀에게 등을 돌렸다. 카운츠의 가족은 전화로 협박을 받았으며, 가족의 차가 부서지고 사물함의 물건이 절도 당하는 등 나흘에 걸친 광범위한 괴롭힘이 이어진 끝에, 학교의 관리자와 경찰은 카운츠의 아버지에게 딸의 안전을 보장할 수 없음을 전했고, 아버지는 딸을 학교에 보내지 않기로 결심하였다. 기자 회견에서 그는 다음과 같이 말했다.
우리 조국에 대한 연민과 우리 딸 도로시에 대한 사랑으로, 우리는 딸을 하딩 고등학교 학생에서 제외시키기로 하였습니다. 우리가 학교 울타리 안과 부지 위에서 딸이 신체적 상해와 무례로부터 보호 받을 수 있다고 느꼈다면, 하딩에서 공부하고 싶어하는 그녀의 바람을 기꺼이 인정했을 것입니다.
가족은 펜실베이니아주로 이주하였고, 카운츠는 필라델피아의 인종 무차별 학교에 입학하였다. 후에 그녀는 존슨 C. 스미스 대학교에서 학위를 수여받았다. 그녀는 보육 자원으로 직업 경력을 보냈다.
2008년, 하딩 고등학교는 카운츠에게 명예졸업장을 수여했다. 2010년, 카운츠는 1957년에 그녀를 괴롭힌 군중 중 한 명에게 공식적인 사과를 받았다. 2010년, 하딩 고등학교는 교내 도서관의 이름을 도로시 카운츠-스코긴스에게 경의를 표하고자 개명하였다. 이러한 영예를 생존한 사람에게 주는 것은 드문 일이다.

## 같이 보기
- 루비 브리지스
- 리틀록 9인

## 참고 문헌
- 발렌슈타인, 피터., Wallenstein Newsletter of the Society for the History of Children and Youth
- 모릴, 댄 L., The Emergence Of Diversity: African Americans